# Carex longiculmis
Carex longiculmis är en halvgräsart som beskrevs av Donald Petrie. Carex longiculmis ingår i släktet starrar, och familjen halvgräs. Inga underarter finns listade i Catalogue of Life.